# Salarzón
Salarzón es una localidad del municipio de Cillorigo de Liébana, en la comarca de Liébana (Cantabria, España). Se encuentra a 666 m s. n. m. y dista 6,8 kilómetros de Tama, la capital municipal. Tiene 33 habitantes (INE, 2008). Este barrio pertenece al «Concejo de Bedoya», integrado por varios pueblos situados en el Valle de Bedoya, uno lateral respecto al de Cillorigo, en la vertiente occidental de Peña Sagra. 

## Patrimonio
De su patrimonio arquitectónico destaca la casa-palacio de Vicente Gómez de la Cortina y Salceda (1825) y la iglesia parroquial neoclásica de principios del siglo XIX.

## Rutas
Desde este pueblo puede ascenderse la Peña Ventosa, de 1423 metros de altitud, que se encuentra entre Salarzón y Lebeña; otra ruta de subida parte de San Pedro de Bedoya. Es una montaña caliza de difícil ascensión.